# 克魯克德克里克鎮區 (北卡羅萊納州麥克道威縣)
克魯克德克里克鎮區（英語：Crooked Creek Township）是位於美國北卡羅萊納州麥克道威縣的一個鎮區。

## 地方資料
克魯克德克里克鎮區的面積為106.44平方千米，皆為陸地。根據2020年美國人口普查的數據，當地共有人口3528人，而人口密度為每平方千米33.15人。